# Tetramorium tsushimae
Tetramorium tsushimae är en myrart som beskrevs av Carlo Emery 1925. Tetramorium tsushimae ingår i släktet Tetramorium och familjen myror. Inga underarter finns listade i Catalogue of Life.

## Bildgalleri

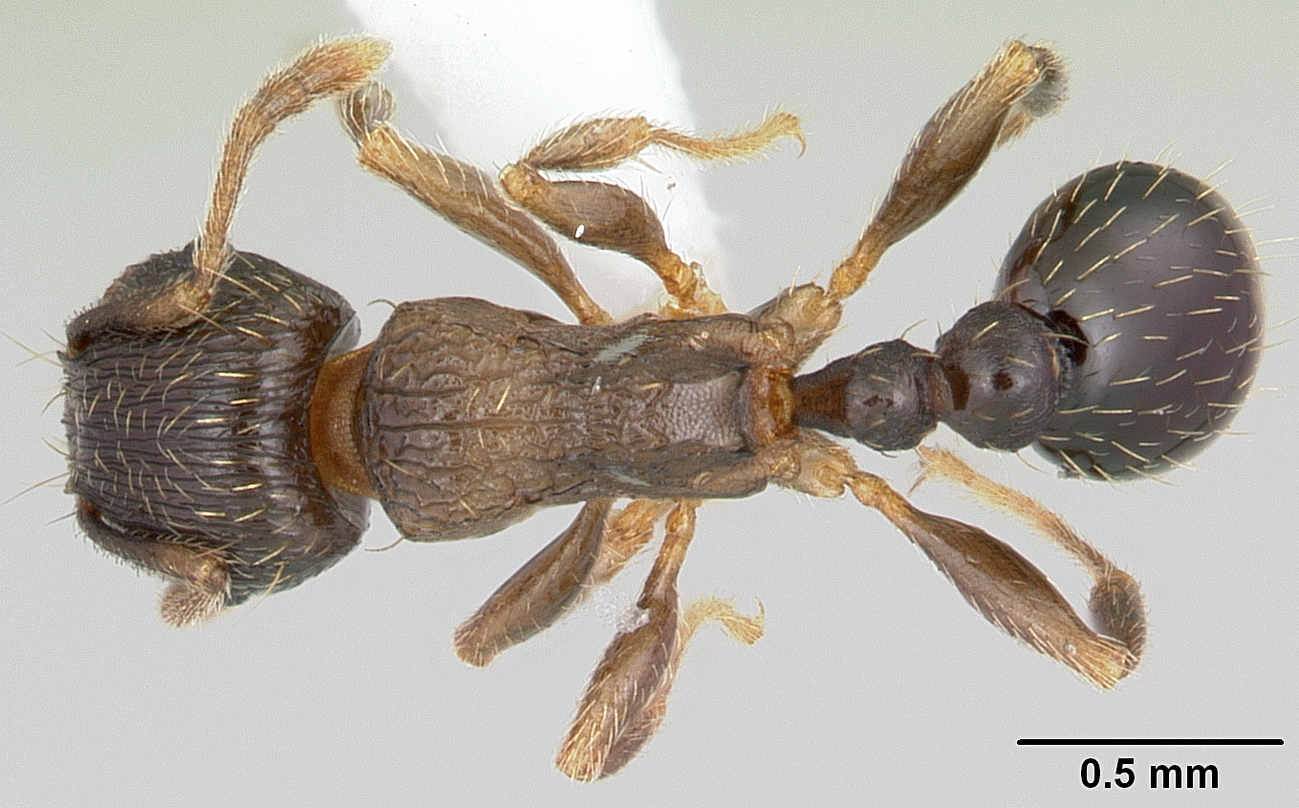
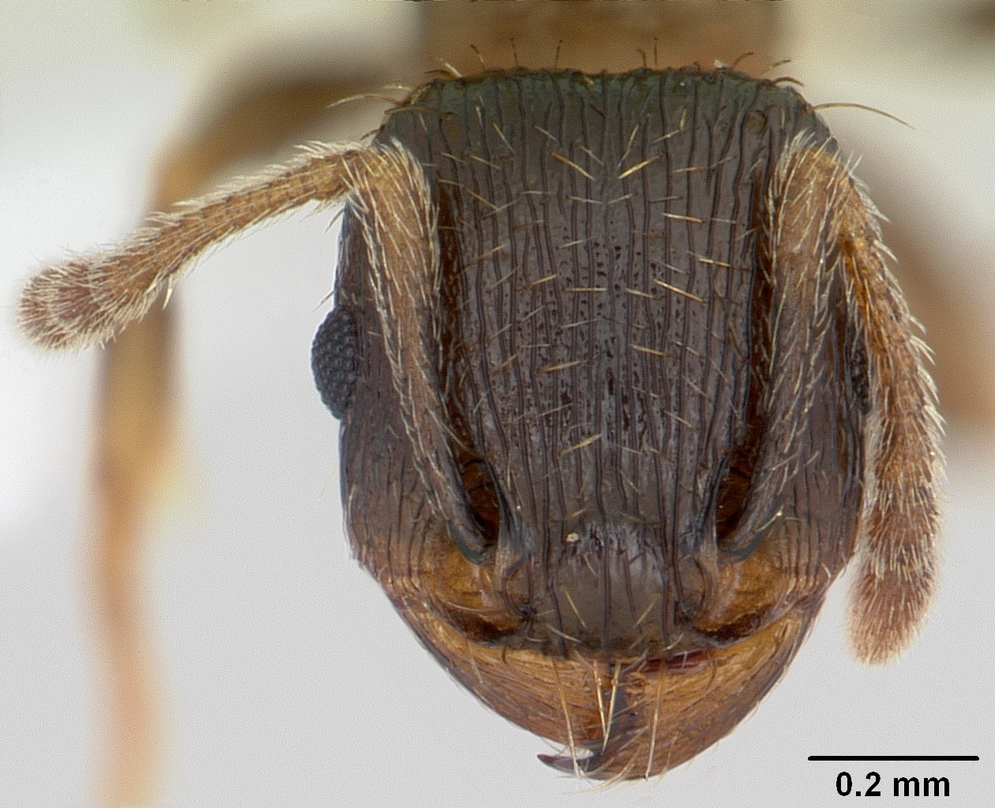
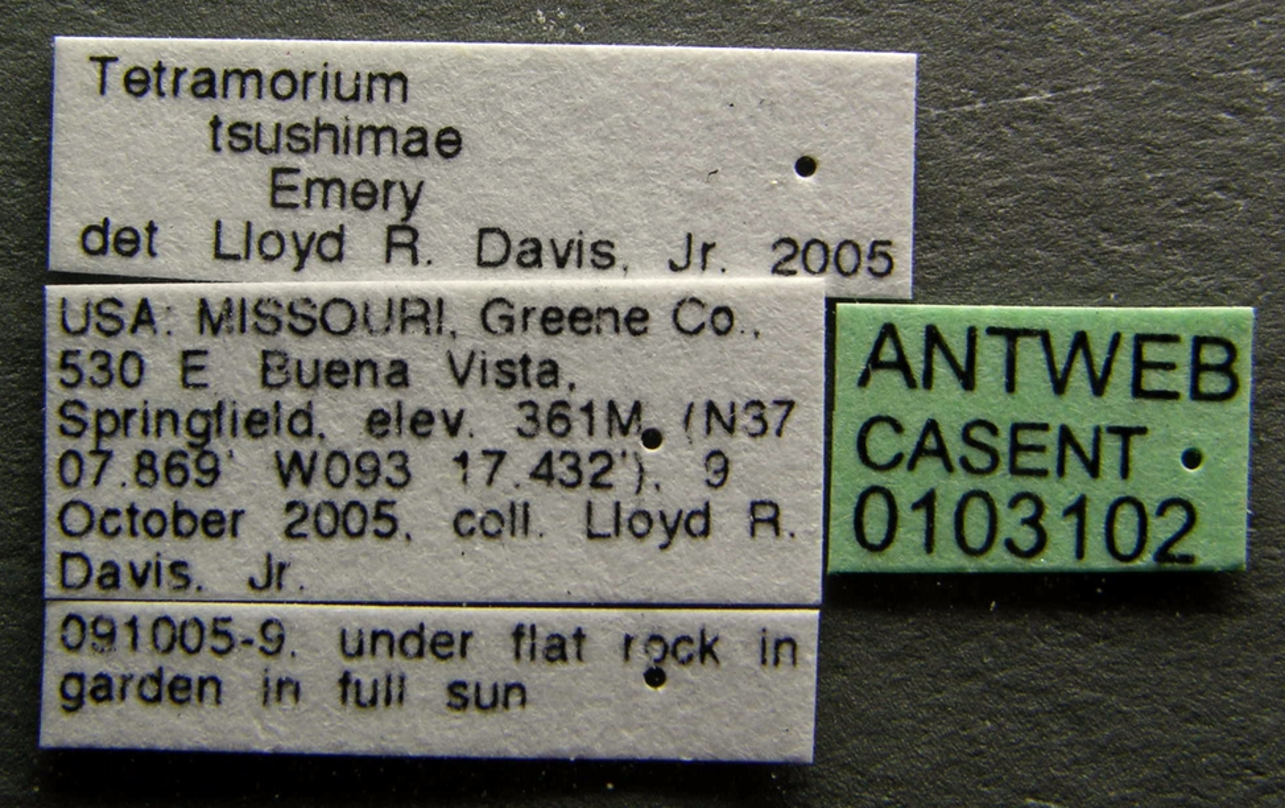
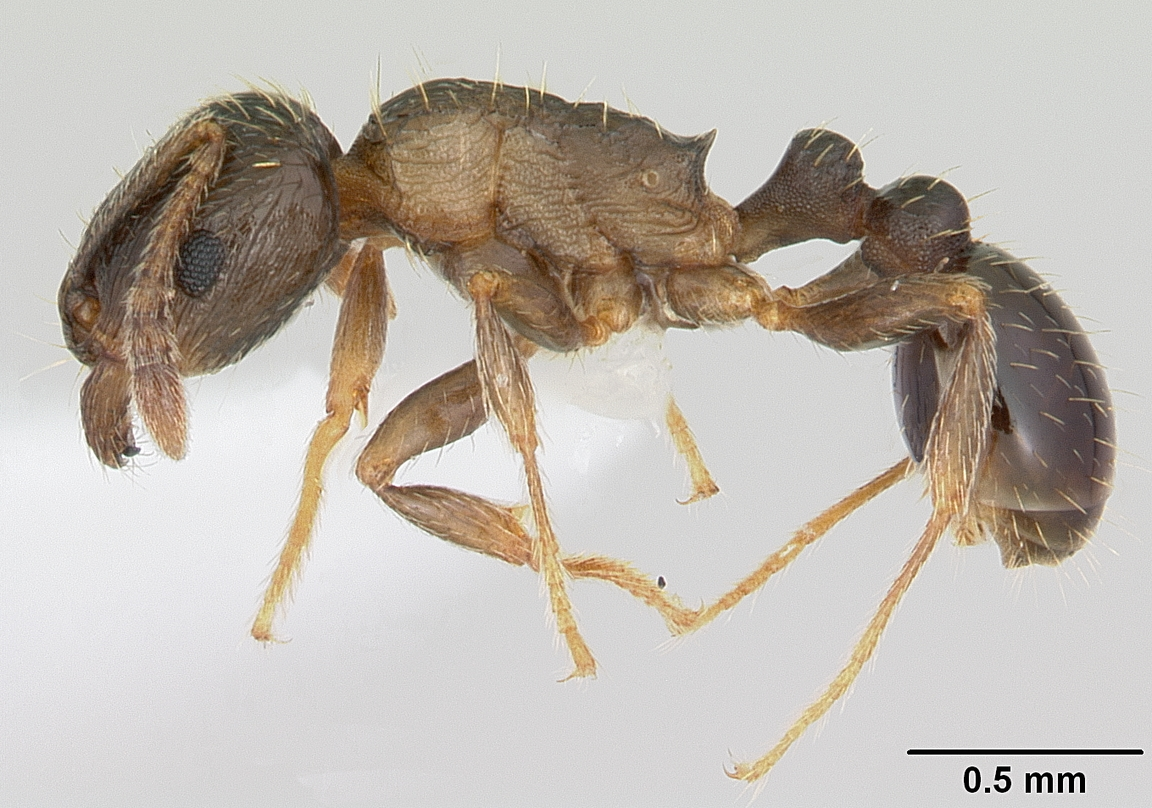
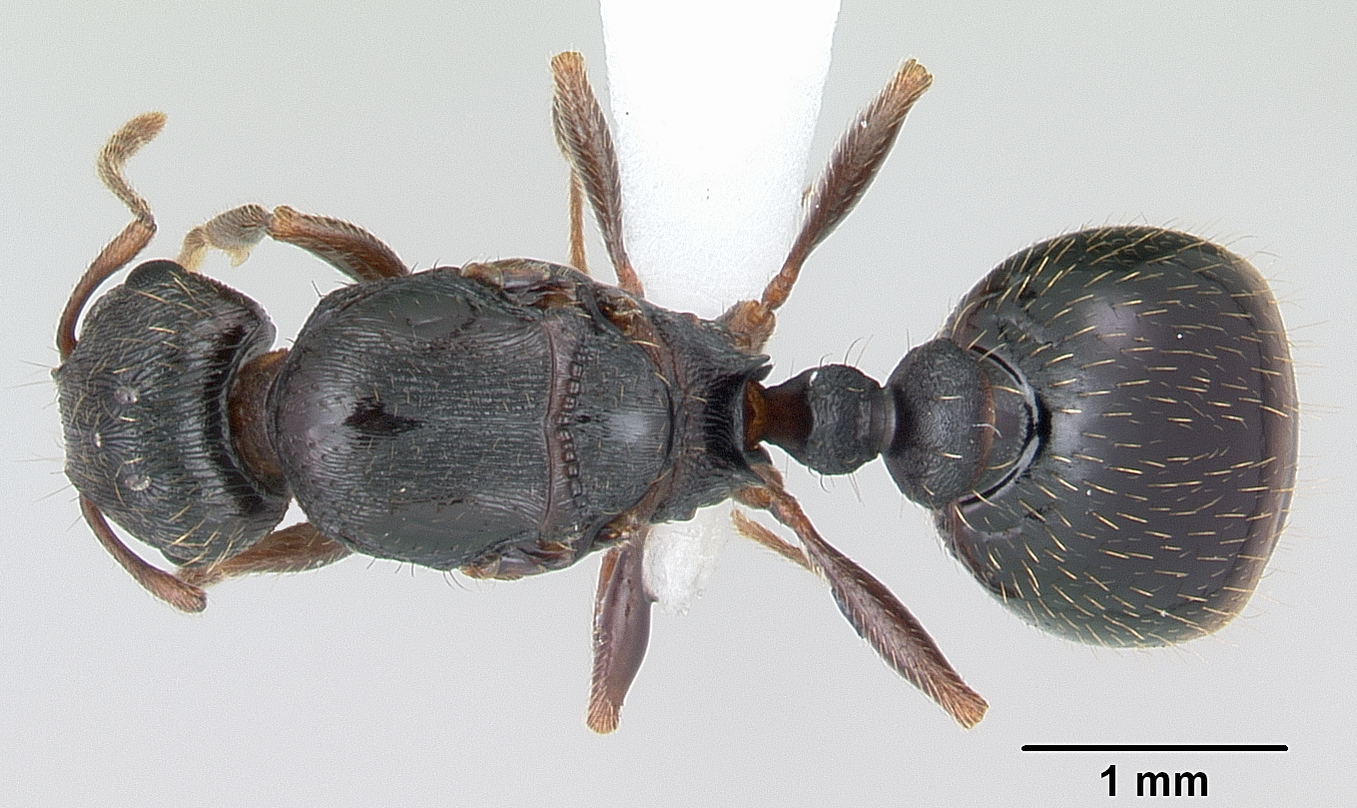
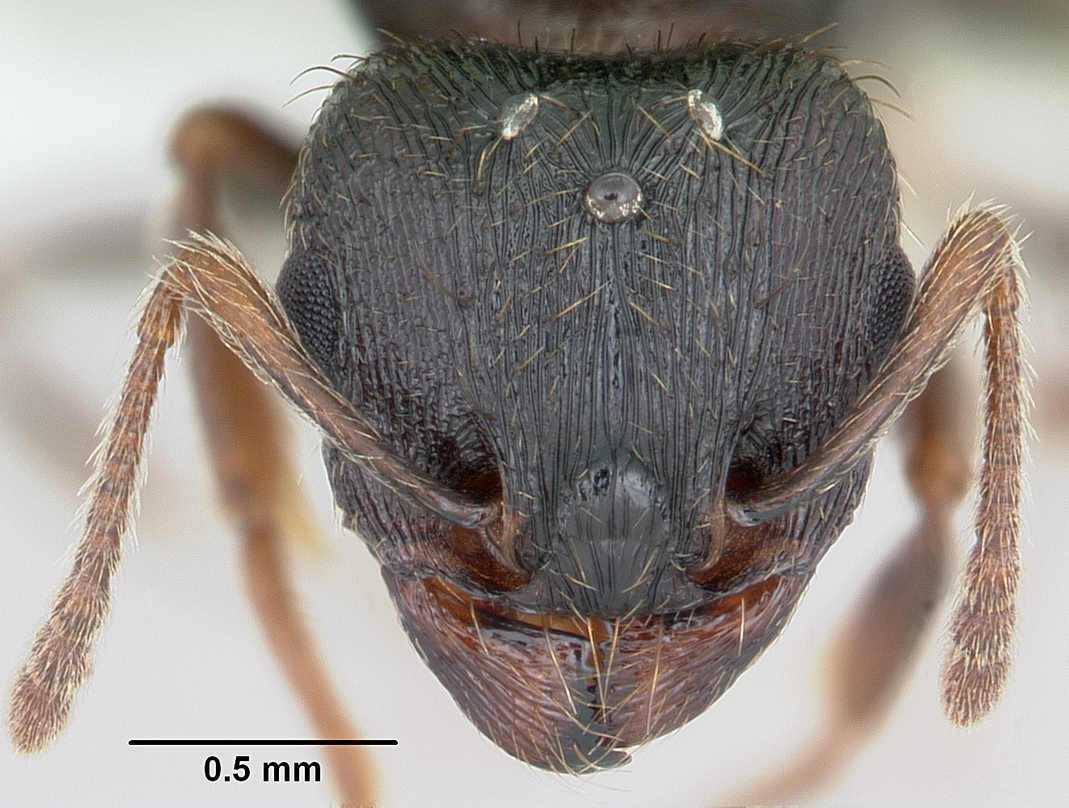